# Camponotus morosus
Camponotus morosus är en myrart som först beskrevs av Smith 1858.  Camponotus morosus ingår i släktet hästmyror, och familjen myror. Inga underarter finns listade.